# Rugby-Union-Südamerikameisterschaft 2009
Die Rugby-Union-Südamerikameisterschaft 2009 (spanisch Sudamericano de Rugby 2009) der Division A war die 31. Ausgabe der südamerikanischen Kontinentalmeisterschaft in der Sportart Rugby Union. Sie war aufgeteilt in zwei Phasen. In der ersten trafen die Nationalmannschaften von Brasilien, Chile, Paraguay und Uruguay aufeinander. Die zwei besten Teams trafen anschließend in der zweiten Phase auf die Jaguares, die argentinische B-Auswahl. Den Titel gewann zum 30. Mal Argentinien.
Im selben Jahr fand der Wettbewerb der Division B statt, der vier weitere Nationalteams aus Costa Rica, Kolumbien, Peru und Venezuela umfasste. Diese Spiele wurden in der costa-ricanischen Hauptstadt San José ausgetragen.

## Division A

### Erste Phase
Für einen Sieg gab es drei Punkte, für ein Unentschieden zwei Punkte, bei einer Niederlage einen Punkt.
|    | Land      | Spiele | Siege | Unent. | Ndlg. | Spiel- punkte | Diff. | Tabellen- punkte |
| -- | --------- | ------ | ----- | ------ | ----- | ------------- | ----- | ---------------- |
| 1. | Uruguay   | 3      | 3     | 0      | 0     | 202:19        | + 183 | 9                |
| 2. | Chile     | 3      | 2     | 0      | 1     | 122:62        | + 60  | 7                |
| 3. | Brasilien | 3      | 1     | 0      | 2     | 42:171        | − 129 | 5                |
| 4. | Paraguay  | 3      | 0     | 0      | 3     | 41:155        | − 114 | 3                |

| 25. April 2009 | Chile | 78 : 3         | Brasilien          | Colegio Mackay, Viña del Mar Schiedsrichter: Andrés Ramos (Argentinien) |
| 25. April 2009 | Versuche: Labbé (2) Llorens (2) Marsalli Olave (2) Onetto Valderrama Valdés Erhöhungen: Valderrama (8) Straftritte: Valderrama (4) | (32:3) Bericht | Straftritte: Duque | Colegio Mackay, Viña del Mar Schiedsrichter: Andrés Ramos (Argentinien) |

| 25. April 2009 | Uruguay | 85 : 7         | Paraguay                              | Estadio Charrúa, Montevideo Schiedsrichter: H. Filomena |
| 25. April 2009 | Versuche: Arocena de Posadas (3) Espiga Etcheverry Fonseca Gibernau Horta Morales Protasi Silveira Erhöhungen: Arocena (3) Etcheverry (5) Straftritte: Arocena (3) | (35:7) Bericht | Versuche: Ayala Erhöhungen: Centurion | Estadio Charrúa, Montevideo Schiedsrichter: H. Filomena |

| 29. April 2009 | Chile                                                                                      | 34 : 13        | Paraguay                                                           | Estadio Charrúa, Montevideo Schiedsrichter: Omar Alcocer (Argentinien) |
| 29. April 2009 | Versuche: Coda León (2) Rios Valderrama Erhöhungen: Valderrama (3) Straftritte: Valderrama | (24:0) Bericht | Versuche: Recalde Erhöhungen: Centurion Straftritte: Centurion (2) | Estadio Charrúa, Montevideo Schiedsrichter: Omar Alcocer (Argentinien) |

| 29. April 2009 | Uruguay | 71 : 3         | Brasilien        | Estadio Charrúa, Montevideo Schiedsrichter: Javier Mancuso (Argentinien) |
| 29. April 2009 | Versuche: Campomar Capo (3) Conti de Posadas Gibernau (2) Pastore (2) Erhöhungen: Arocena (3) Etcheverry (6) Straftritte: Arocena | (36:0) Bericht | Dropgoals: Duque | Estadio Charrúa, Montevideo Schiedsrichter: Javier Mancuso (Argentinien) |

| 2. Mai 2009 | Brasilien                                                                   | 36 : 21         | Paraguay                                                                    | Estadio Charrúa, Montevideo Schiedsrichter: Luis Caviglia (Uruguay) |
| 2. Mai 2009 | Versuche: Danielewics Dantas Duque (2) Portugal Silva Erhöhungen: Duque (3) | (12:15) Bericht | Versuche: Cabanas Cattaneo Erhöhungen: Centurion Straftritte: Centurion (3) | Estadio Charrúa, Montevideo Schiedsrichter: Luis Caviglia (Uruguay) |

| 2. Mai 2009 | Uruguay                                                                                  | 46 : 9         | Chile                       | Estadio Charrúa, Montevideo Schiedsrichter: Federico Cuesta (Argentinien) |
| 2. Mai 2009 | Versuche: Arocena Capo Gibernau Sánchez Erhöhungen: Arocena (4) Straftritte: Arocena (6) | (22:9) Bericht | Straftritte: Valderrama (3) | Estadio Charrúa, Montevideo Schiedsrichter: Federico Cuesta (Argentinien) |

### Zweite Phase
Für einen Sieg gab es drei Punkte, für ein Unentschieden zwei Punkte, bei einer Niederlage einen Punkt. Das Ergebnis der Begegnung Uruguay–Chile der ersten Phase zählte auch für die zweite Phase.
|    | Land     | Spiele | Siege | Unent. | Ndlg. | Spiel- punkte | Diff. | Tabellen- punkte |
| -- | -------- | ------ | ----- | ------ | ----- | ------------- | ----- | ---------------- |
| 1. | Jaguares | 2      | 2     | 0      | 0     | 122:15        | + 107 | 6                |
| 2. | Uruguay  | 2      | 1     | 0      | 1     | 55:42         | + 13  | 4                |
| 3. | Chile    | 2      | 0     | 0      | 2     | 15:135        | − 120 | 2                |

| 20. Mai 2009 | Jaguares | 89 : 6         | Chile                   | Estadio Charrúa, Montevideo Schiedsrichter: Gustavo Gerbasi (Uruguay) |
| 20. Mai 2009 | Versuche: Agulla (2) Bruno (2) Garzón Imhoff (4) Mac Macome Merlo Pata Vega Erhöhungen: González (6) Vega (2) Straftritte: González | (41:0) Bericht | Straftritte: Valderrama | Estadio Charrúa, Montevideo Schiedsrichter: Gustavo Gerbasi (Uruguay) |

| 23. Mai 2009 | Uruguay                  | 9 : 33         | Jaguares                                                                                 | Estadio Charrúa, Montevideo Schiedsrichter: Jaime Vial (Chile) |
| 23. Mai 2009 | Straftritte: Arocena (3) | (3:13) Bericht | Versuche: González (2) Imhoff Merello Erhöhungen: González (2) Straftritte: González (3) | Estadio Charrúa, Montevideo Schiedsrichter: Jaime Vial (Chile) |

## Division B

### Tabelle
Für einen Sieg gab es drei Punkte, für ein Unentschieden zwei Punkte, bei einer Niederlage einen Punkt.
|    | Land       | Spiele | Siege | Unent. | Ndlg. | Spiel- punkte | Diff. | Tabellen- punkte |
| -- | ---------- | ------ | ----- | ------ | ----- | ------------- | ----- | ---------------- |
| 1. | Kolumbien  | 3      | 3     | 0      | 0     | 115:13        | + 102 | 9                |
| 3. | Venezuela  | 3      | 2     | 0      | 1     | 68:55         | + 13  | 7                |
| 5. | Peru       | 3      | 1     | 0      | 2     | 70:66         | + 4   | 5                |
| 4. | Costa Rica | 3      | 0     | 0      | 3     | 19:138        | − 119 | 3                |

### Ergebnisse
| 29. November 2009 | Kolumbien | 33 : 10 | Peru | Club de Polo Los Reyes, San José |
| 29. November 2009 |           |         |      | Club de Polo Los Reyes, San José |

| 29. November 2009 | Costa Rica | 8 : 43 | Venezuela | Club de Polo Los Reyes, San José |
| 29. November 2009 |            |        |           | Club de Polo Los Reyes, San José |

| 2. Dezember 2009 | Costa Rica | 3 : 48 | Kolumbien | Club de Polo Los Reyes, San José |
| 2. Dezember 2009 |            |        |           | Club de Polo Los Reyes, San José |

| 2. Dezember 2009 | Venezuela | 25 : 13 | Peru | Club de Polo Los Reyes, San José |
| 2. Dezember 2009 |           |         |      | Club de Polo Los Reyes, San José |

| 5. Dezember 2009 | Kolumbien | 34 : 0 | Venezuela | Club de Polo Los Reyes, San José |
| 5. Dezember 2009 |           |        |           | Club de Polo Los Reyes, San José |

| 5. Dezember 2009 | Costa Rica | 8 : 47 | Peru | Club de Polo Los Reyes, San José |
| 5. Dezember 2009 |            |        |      | Club de Polo Los Reyes, San José |